# Neivi Martinez
Neivi Martinez (* in Querétaro, Mexiko) ist eine mexikanische Sopranistin. Sie wurde in eine Musikerfamilie geboren. Ihr Vater war Direktor der Bellas Artes Querétaro, und ihre Mutter führte sie in die Grundlagen der Gesangstechnik ein.

## Amadeus Artists
Neben ihrer Karriere als Sängerin ist Neivi Gründerin und Geschäftsführerin von Amadeus Artists, einer Agentur mit Sitz in Wien, die sich auf klassische Musikveranstaltungen und kulturelle Förderung spezialisiert.

## Diskografie
- Art Songs of the World (Universal Music)
- Sempre Libera (NMK Records)
- Wo der Pfeffer Wächst (Poco Piu)
- Aquanova (World Music Cafe)